# Piaggio PD.808
Piaggio PD.808 byl italský business jet vyráběný společností Piaggio. Projekt vznikl v rámci joint venture společností Piaggio a americké Douglas Aircraft Company.

## Vznik a vývoj

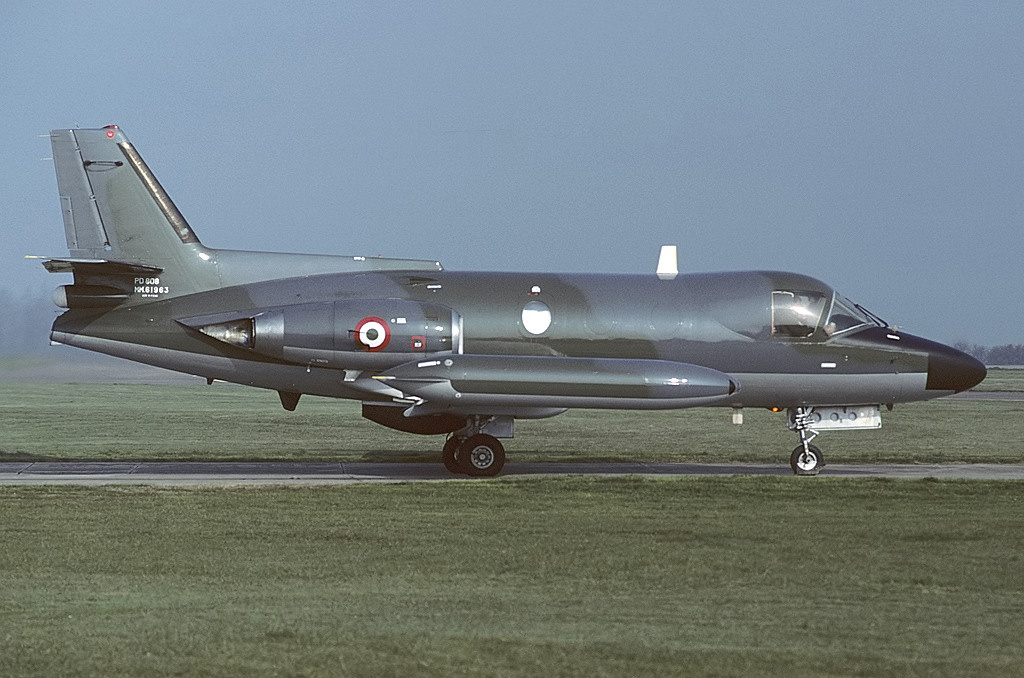
PD.808GE1 ve starším typu kamufláže Aeronautica Militare.

Společný projekt společností Piaggio a Douglas původně vznikal od roku 1961 pod názvem Vespa Jet. Základní projektové práce proběhly u firmy Douglas, a poté došlo ke stavbě prototypu v továrně Piaggio ve Finale Ligure.
PD.808 byl samonosný dolnoplošník s přídavnými palivovými nádržemi na koncích křídla, poháněný dvojicí proudových motorů Bristol Siddeley Viper instalovaných na zádi trupu, se zatažitelným podvozkem příďového typu, původně projektovaný tak aby byl schopný nést pilota a šest cestujících.
První prototyp s motory Viper 525 s tahem po 13,33 kN, jemuž Aeronautica Militare přidělila vojenské sériové číslo M.M.577, poprvé vzlétl 29. srpna 1964, brzy následován dalším se zvětšenými koncovými křídelními nádržemi a dvěma předváděcími exempláři pro civilní trhy.
Společnost se pokoušela získat zájem zákazníků z komerční oblasti, kterým nabízela také variantu poháněnou motory General Electric CJ610, ale jediným provozovatelem typu se stala italská Aeronautica Militare, která typ objednala původně  v počtu 25 kusů a užívala jej jako spojovací, cvičný a při kalibraci radarů. Její stroje byly poháněny motory Viper 526 s tahem po 14,95 kN.

## Varianty

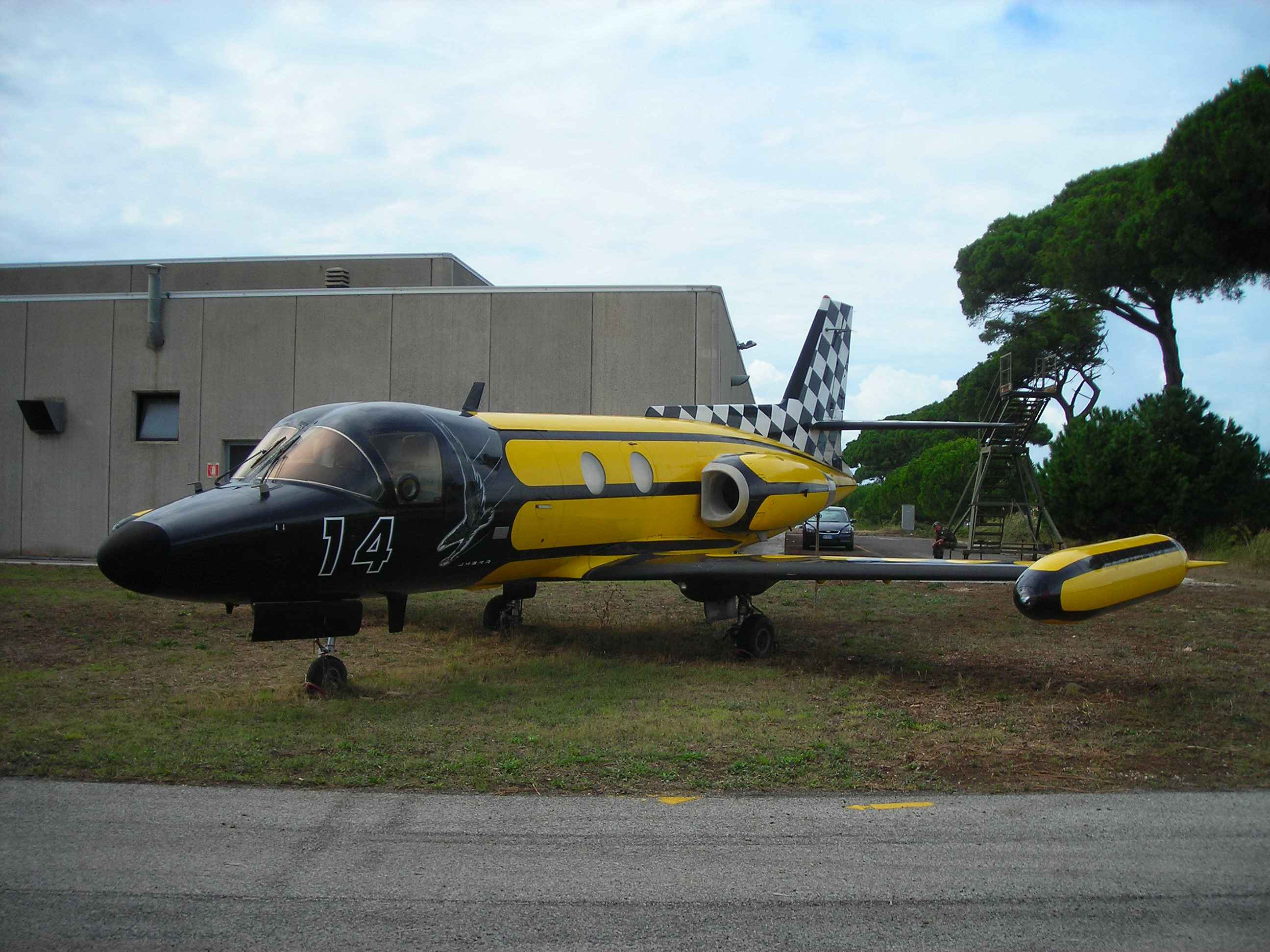
PD.808 ve speciálním zbarvení na letecké přehlídce Giornata Azzurra 2006

- PD-808VIP: verze pro transport VIP.
- PD-808TA: letoun pro výcvik navigátorů.
- PD-808RM (radiomisure): užíván pro kalibraci radarů a radiomajáků. Postaveny čtyři kusy.
- PD-808GE (guerra elettronica): typ modifikovaný pro vedení radioelektronického boje. Varianta PD-808GE1 vstoupila do služby v roce 1972, PD-808GE2 v roce 1977.
- PD-808TF (turbofan): plánovaná verze s dvouproudovými motory, k jejíž stavbě nedošlo.

## Nehody
- 18. června 1968 jeden z předváděcích exemplářů, imatrikulace I-PIAI, za nepříznivých povětrnostních podmínek narazil do hory Jaizkibel nedaleko San Sebastiánu, přičemž zahynulo všech šest osob na palubě, včetně šéfpilota firmy Piaggio Davide Albertazziho a italského průmyslníka Lino Zanussiho.[7]
- 14. září 1993 při pokusu o nouzové přistání za zhoršené viditelnosti na letišti Benátky Marco Polo havaroval PD.808  14º stormo Aeronautica Militare  přičemž zahynuli všichni tři členové jeho osádky.[8]

## Zachované kusy

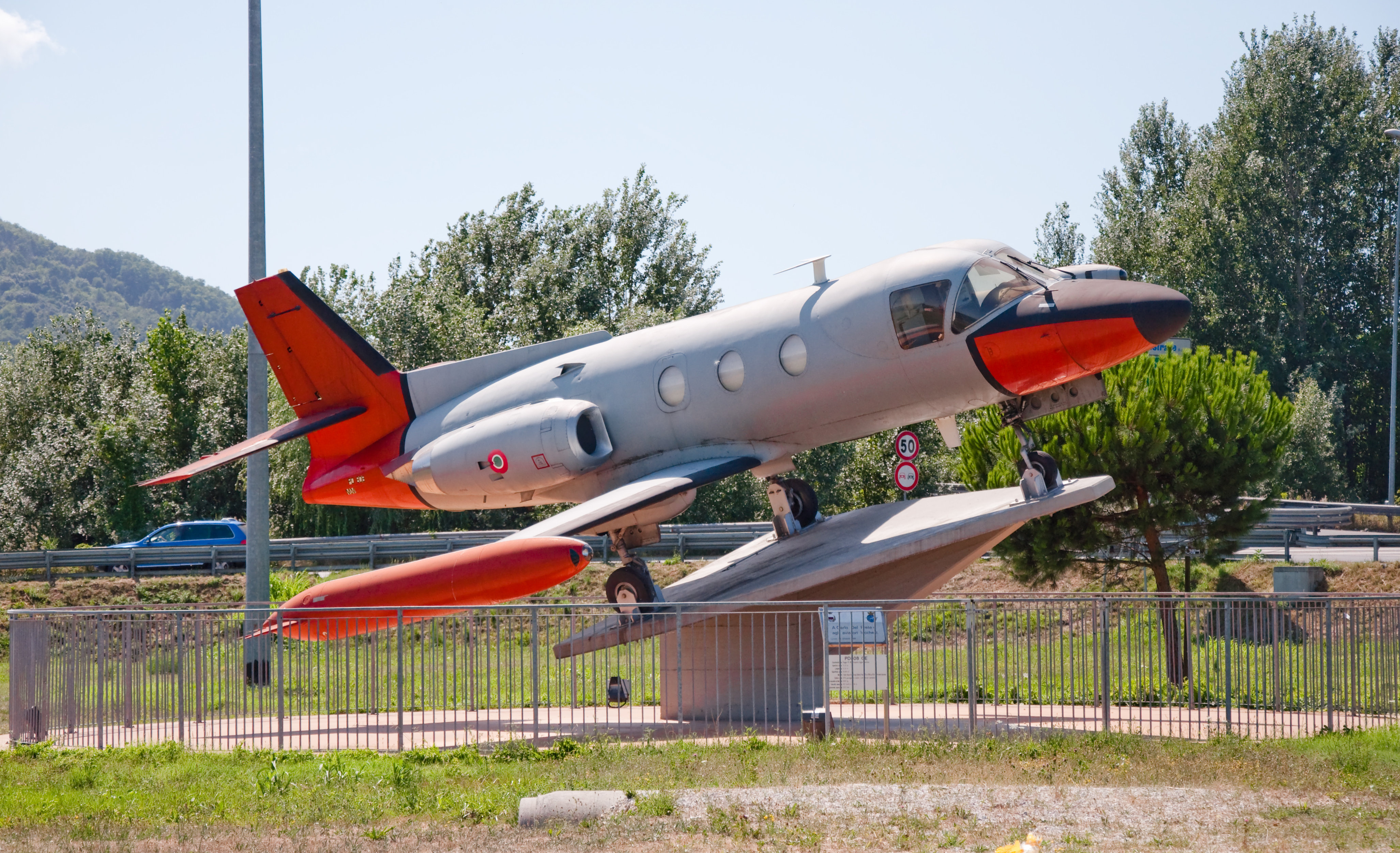
PD.808 vystavený v Lucce

- V italské Lucce je vystaven exemplář PD-808GE sériového čísla M.M.62015, dříve provozovaný Aeronautica Militare.[9]

## Uživatelé
- Itálie
  - Aeronautica Militare v letech 1970 až 2003 provozovala 22 kusů.[10]

## Specifikace
Údaje podle

### Hlavní technické údaje
- Osádka: 1-2
- Kapacita: 6-10 cestujících
- Délka: 12,85 m (42 stop a 2 palce)
- Rozpětí křídel: 13,2 m (43 stop a 4 palce) (včetně křídelních nádrží)
- Výška: 4,8 m (15 stop a 9 palců)
- Nosná plocha: 20,9 m² (225 čtverečních stop)
- Štíhlost křídla: 6,25
- Profil křídla: u kořene modifikovaný DES 0010-1·1-40/11°, dále modif. DES 0008-1·1-40/9°
- Palivová kapacita: 1 935 l (511 amerických galonů) v nádržích ve křídlech, 1 792 l (473 amer. galonů) v nádržích na koncích křídel
- Prázdná hmotnost: 4 830 kg (10 648 liber)
- Maximální vzletová hmotnost: 8 165 kg (18 001 lb)
- Pohonná jednotka: 2 × proudový motor Rolls-Royce Viper Mk526

### Výkony
- Maximální rychlost: 852 km/h (460 uzlů, 529 mph, M=0,85) ve výši 5 945 m (19 505 stop)
- Cestovní rychlost: 722 km/h (449 uzlů, 390 mph) ve výši 1 250 m (4 100 stop)
- Pádová rychlost: 167 km/h (90 uzlů, 104 mph) při přistávací hmotnosti 5 902 kg (138 012 lb)
- Maximální přípustná rychlost letu: 788 km/h (425 uzlů, 490 mph) (M=0,85 nad letovou hladinou 4 260 m (13 980 stop)
- Dolet: 2 128 km (1 149 nm, 1 322 mil) (při plné zásobě paliva, zátěži 381 kg a 45 minutách palivové rezervy)
- Praktický dostup: 13 715 m (44 997 stop)
- Počáteční stoupavost: 27,5 m/s (5 410 stop za minutu) při hmotnosti 7 176 kg (15 820 lb)
- Zatížení křídel: 390,6 kg/m² (80,0 liber na čtvereční stopu)
- Poměr tah/hmotnost: 0,0036 kN/kg